# Adalardus
De heilige Adalardus (Huise, 751 – Corbie, 2 januari 827) of Adelardus was abt van de Abdij van Corbie en van de Abdij van Corvey en was raadgever en minister van Karel de Grote.
Adalardus was een zoon van Bernhard, een van de zonen van Karel Martel bij zijn minnares Ruodhaid. Hij was dus een kleinzoon van Karel Martel en bijgevolg een neef van Karel de Grote. Een van zijn volle ooms was de heilige Remigius van Rouen. Hij groeide op aan het hof maar het vrolijke leven en de vele uitspattingen zorgden voor een afkeer van het hof. Op twintigjarige leeftijd trad hij toe tot de Abdij van Corbie in Picardië (Frankrijk), waar hij tuinier werd. Adalardus zocht rust en vroeg toelating om naar de Abdij van Monte Cassino te mogen gaan. In Italië vond hij niet de rust die hij zocht en keerde in 781 terug naar Corbie waar hij werd verkozen tot abt.
In 796 werd Adalardus raadgever en minister van Karel de Grote en eerste minister van koning Pepijn van Italië. Na diens dood in 810 duidde Karel de Grote Adalardus aan als regent en leermeester van de nog jonge troonopvolger Bernhard, een onwettige zoon van Pepijn. In 813 werd Bernhard tot koning gekroond.
Na de dood van Karel de Grote in 814 werden Adalardus en zijn halfbroer Wala het voorwerp en het slachtoffer van jaloezie. Zij werden beschuldigd van samenspanning met koning Bernhard tegen de nieuwe keizer Lodewijk de Vrome. Adalardus werd door de keizer verbannen naar het eiland Her (het huidige Noirmoutier). Bernhard bleef revolteren tegen de keizer en bekocht dit met zijn dood in 818. Adalardus kreeg in 821 gratie van Lodewijk de Vrome en keerde begin 822 terug naar de Abdij van Corbie waar hij de taak van abt terug opnam.
Samen met zijn halfbroer Wala stichtte Adalardus in datzelfde jaar de Abdij van Corvey bij Höxter in de huidige Duitse deelstaat Noordrijn-Westfalen. De abdijgebouwen werden in 823 in gebruik genomen. Adalardus richtte er landbouwkolonies op en het waren landbouwers uit de streek van Oudenaarde die de monniken hielpen met het ontginnen van de gronden.
Adalardus was abt van beide abdijen. Deze taak vergde het uiterste van hem. Hij werd ziek op 23 december 826 en stierf op 2 januari 827. Adalardus werd begraven onder de toren van de abdijkerk. Zijn halfbroer Wala volgde hem op als abt.
Adalardus werd in 1026 heilig verklaard door paus Johannes XIX en is de patroon van de tuiniers. Hij wordt ook aanroepen tegen tyfus en koorts. Zijn feestdag is op 2 januari.
Goederen in de Belgische provincie Limburg zouden eigendom zijn geweest van Adalardus. Deze lagen o.a. in Widooie, Beringen, Bommershoven, Houthalen, Elen, Kerkom-bij-Sint-Truiden en Haren maar ook in Mol, Bertem en Neerijse. Hij schonk ze omstreeks 825 aan de Abdij van Corbie.